# 부산 선암사 청동북
부산 선암사 청동북(釜山 仙巖寺 靑銅金鼓)은 부산광역시 부산진구 부암3동, 선암사에 있는 조선시대의 청동북이다. 2006년 11월 25일 부산광역시의 문화재자료 제37호 선암사 금고(仙巖寺 金鼓)로 지정되었다가 2014년 10월 1일 선암사 청동북으로 문화재 지정명칭이 변경되었다.

## 개요
선암사 대웅전 법당 내에 있는 이 청동제 금고는 전면과 측면이 막혀 있는 징 모양으로 전면에는 문양이 없이 융기 동심원만 조출되어 있고, 측면에는 틀에 고정시키기 위해 윗 부분과 좌우에 반원형 고리를 두고 있다.
후면이 측면에서 연장된 구연부를 가진 반자(盤子) 형식의 금고이며, 전면과 측면 및 당좌구 등에는 특별한 조각 장식이나 명문은 없다.
그러나 고종 5년(1867년)에 동악 주일(東岳 珠鎰)이 지은 선암사 중수기 내용과 이 금고와 유사한 형태를 가지고 있는 1862년에 제작된 범어사 금고 등과 비교해 볼 때 1867년의 전각 중수를 전후한 시기에 제작된 것으로 추정된다.
선암사 금고는 조성명문은 없으나 규모와 제작기법으로 보아 조선후기에 제작된 것으로 추정되며, 제작 당시의 선암사 사격(寺格)을 알 수 있는 소중한 유물로 판단된다.

## 참고 자료
- 선암사 청동북 - 국가유산청 국가유산포털